# Haut Conseil islamique malien
Le Haut Conseil islamique malien (HCIM) est une structure créée en janvier 2002 regroupant associations et chefs religieux chargée de faire l’interface avec les autorités,.
Le but était de rompre avec le système promu par l’Association malienne pour l’unité et le progrès de l’islam (AMUPI), courroie de transmission du parti unique de l’ancien dictateur Moussa Traoré.

## Organisation
Elle est dirigée par un président issu du bureau exécutif national élu pour 5 ans.
- Thierno Hady Boubacar Thiam (2003-2008), ouléma modéré, Thiam représentant la majorité malékite[1]

- Mahmoud Dicko[2] (2008-2019)[4].
- Chérif Ousmane Madani Haïdara (2019-)[5]

Au terme du deuxième congrès du HCIM en 2014, l’imam Mahmoud Dicko, a été réélu à la tête de cette instance religieuse à l'issue de son premier mandat de cinq ans avec 59 voix contre 27 pour son concurrent Thierno Hady Oumar Thiam.
En 2013, son secrétaire général est Mamadou Diamoutani.
Depuis avril 2019 il est dirigé par le guide des Ançar Dine, le malikite Chérif Ousmane Madani Haïdara. Celui-ci a été le principal rival idéologique de Mahmoud Dicko au sein du HCIM, et a été vice-président du Conseil depuis la création de cette institution en 2002.